# Boye Mafe
Adeboye „Boye“ Mafe (geboren am 30. November 1998 in Golden Valley, Minnesota) ist ein US-amerikanischer American-Football-Spieler auf der Position des Outside Linebackers. Er spielte College Football für die Minnesota Golden Gophers und wurde im NFL Draft 2022 in der zweiten Runde von den Seattle Seahawks ausgewählt.

## College
Mafes Eltern wurden in Nigeria geboren und zogen in den 1980er-Jahren in die Vereinigten Staaten. Als er in der achten Klasse war, verbrachte Mafe ein Jahr in Nigeria. Seinen Highschoolabschluss machte er an der Hopkins High School in Minnetonka, Minnesota, er spielte dort Football und war als Leichtathlet aktiv.
Ab 2017 ging Mafe auf die University of Minnesota, um College Football für die Minnesota Golden Gophers zu spielen. Nach einem Redshirtjahr war Mafe zwei Jahre lang Ergänzungsspieler, in der aufgrund der COVID-19-Pandemie verkürzten Saison 2020 kam er erstmals als Stammspieler zum Einsatz und erzielte in sechs Spielen 4,5 Sacks und erzwang zwei Fumbles. In der Saison 2021 verzeichnete Mafe  10 Tackles for Loss und sieben Sacks, jeweils Bestwerte in seinem Team, zudem konnte er einen Fumble erzwingen. Nach der Saison entschloss er sich für eine Anmeldung zum NFL Draft 2022.

## NFL
Mafe wurde im NFL Draft 2022 in der zweiten Runde an 40. Stelle von den Seattle Seahawks ausgewählt. Als Rookie war Mafe vorwiegend Ergänzungsspieler und bestritt drei Spiele als Starter. Ihm gelangen drei Sacks. In seiner zweiten NFL-Saison avancierte Mafe zum Stammspieler. Er stellte einen Franchiserekord bei den Seahawks auf, als ihm zwischen dem dritten und dem zehnten Spieltag sieben Spiele in Folge ein Sack gelang. Mit neun Sacks führte er sein Team in dieser Statistik an. In der Saison 2024 erhielt Mafe in der veränderten Defense des neuen Head Coaches Mike Macdonald weniger Einsatzzeit als in der Vorsaison und kam auf sechs Sacks.

### NFL-Statistiken
| Saison                             | Saison | Spiele | Spiele      | Tackles | Tackles | Tackles | Tackles | Interceptions | Interceptions | Interceptions | Interceptions | Interceptions | Fumbles | Fumbles | Fumbles |
| Jahr                               | Team   | Spiele | als Starter | Gesamt  | Solo    | Ast     | Sacks   | PD            | INT           | Yds           | Lng           | TD            | FF      | FR      | TD      |
| ---------------------------------- | ------ | ------ | ----------- | ------- | ------- | ------- | ------- | ------------- | ------------- | ------------- | ------------- | ------------- | ------- | ------- | ------- |
| 2022                               | SEA    | 17     | 3           | 41      | 28      | 13      | 3,0     | 0             | 0             | 0             | 0             | 0             | 0       | 0       | 0       |
| 2023                               | SEA    | 16     | 16          | 52      | 35      | 17      | 9,0     | 6             | 0             | 0             | 0             | 0             | 1       | 2       | 0       |
| 2024                               | SEA    | 15     | 11          | 40      | 25      | 15      | 6,0     | 3             | 0             | 0             | 0             | 0             | 1       | 0       | 0       |
| Gesamt                             | Gesamt | 48     | 30          | 133     | 88      | 45      | 18,0    | 9             | 0             | 0             | 0             | 0             | 2       | 2       | 0       |
| Quelle: pro-football-reference.com |        |        |             |         |         |         |         |               |               |               |               |               |         |         |         |